# چنگر پیشانی‌سرخ
چنگر پیشانی‌سرخ با نام علمی Fulica rufifrons پرنده‌ای از سردهٔ چنگرها است که در آرژانتین، جنوب برزیل، شیلی، پاراگوئه، جنوب پرو و اوروگوئه می‌زید. همچنین گزارش‌هایی از مشاهدهٔ این پرنده در بولیوی و جزایر فالکلند نیز وجود دارد.
زیستگاه چنگر سینه‌سرخ باتلاق‌ها و برکه‌ها و دریاچه‌هایی با پوشش گیاهی مناسب است.